# 35e cérémonie des British Academy Film Awards
Pour la cérémonie des BAFTAs récompensant la télévision, voir la 29e cérémonie des British Academy Television Awards.
La 35e cérémonie des British Academy Film Awards, organisée par la British Academy of Film and Television Arts, s'est déroulée en 1982 et a récompensé les films sortis en 1981.

## Palmarès

### Meilleur film
- Les Chariots de feu (Chariots of Fire)
  - Atlantic City
  - Les Aventuriers de l'arche perdue (Raiders of the Lost Ark)
  - Une fille pour Gregory (Gregory's Girl)
  - La Maîtresse du lieutenant français

### Meilleur réalisateur
- Louis Malle pour Atlantic City
  - Hugh Hudson pour Les Chariots de feu (Chariots of Fire)
  - Bill Forsyth pour Une fille pour Gregory (Gregory's Girl)
  - Karel Reisz pour La Maîtresse du lieutenant français

### Meilleur acteur
- Burt Lancaster pour le rôle de Lou dans Atlantic City
  - Robert De Niro pour le rôle de Jake LaMotta dans Raging Bull
  - Bob Hoskins pour le rôle d'Harold Shand dans Du sang sur la Tamise (The Long Good Friday)
  - Jeremy Irons pour le rôle de Charles Henry Smithson / Mike dans La Maîtresse du lieutenant français

### Meilleure actrice
- Meryl Streep pour le rôle de Sarah / Anna dans La Maîtresse du lieutenant français
  - Sissy Spacek pour le rôle de Loretta Webb / Lynn dans Nashville Lady (Coal Miner's Daughter)
  - Maggie Smith pour le rôle de Lois Heidler dans Quartet
  - Mary Tyler Moore pour le rôle de Beth Jarrett dans Des gens comme les autres (Ordinary People)

### Meilleur artiste dans un second rôle
- Ian Holm pour le rôle de Sam Musabini dans Les Chariots de feu (Chariots of Fire)
  - Denholm Elliott pour le rôle du Dr Marcus Brody dans Les Aventuriers de l'arche perdue (Raiders of the Lost Ark)
  - John Gielgud pour le rôle d'Hobson, le valet d'Arthur dans Arthur
  - Nigel Havers pour le rôle de Lord Andrew Lindsey dans Les Chariots de feu (Chariots of Fire)

### Meilleur scénario
- Une fille pour Gregory (Gregory's Girl) – Bill Forsyth
  - Atlantic City – John Guare
  - Les Chariots de feu (Chariots of Fire) – Colin Welland
  - La Maîtresse du lieutenant français – Harold Pinter

### Meilleure direction artistique
- Les Aventuriers de l'arche perdue (Raiders of the Lost Ark) – Norman Reynolds
  - Les Chariots de feu (Chariots of Fire) – Roger Hall
  - La Maîtresse du lieutenant français – Assheton Gorton
  - Tess – Pierre Guffroy

### Meilleurs costumes
- Les Chariots de feu (Chariots of Fire)
  - Tess
  - La Maîtresse du lieutenant français
  - Excalibur

### Meilleure photographie
- Tess – Geoffrey Unsworth et Ghislain Cloquet
  - Les Aventuriers de l'arche perdue (Raiders of the Lost Ark) – Douglas Slocombe
  - Les Chariots de feu (Chariots of Fire) – David Watkin
  - La Maîtresse du lieutenant français – Freddie Francis

### Meilleur montage
- Raging Bull – Thelma Schoonmaker
  - Les Aventuriers de l'arche perdue (Raiders of the Lost Ark) – Michael Kahn
  - Les Chariots de feu (Chariots of Fire) – Terry Rawlings
  - La Maîtresse du lieutenant français – John Bloom

### Meilleur son
- La Maîtresse du lieutenant français
  - Les Aventuriers de l'arche perdue (Raiders of the Lost Ark) – Ben Burtt, Roy Charman et Bill Varney
  - Les Chariots de feu (Chariots of Fire)
  - Nashville Lady (Coal Miner's Daughter)

### Meilleure musique de film
Prix Anthony Asquith (Anthony Asquith Award).
- La Maîtresse du lieutenant français – Carl Davis
  - Arthur – Burt Bacharach
  - Les Aventuriers de l'arche perdue (Raiders of the Lost Ark) – John Williams
  - Les Chariots de feu (Chariots of Fire) – Vangelis

### Meilleur film d'animation
- The Sweater
  - Beginnings
  - Creole

### Meilleur film documentaire
Flaherty Documentary Award.
- Soldier Girls – Nicholas Broomfield et Joan Churchill
  - Return Journey – Ian Potts
  - Life and Times of Rosie the River – Connie Field
  - Best Boy – Ira Wohl

### Meilleur court-métrage
- Recluse – Bob Bentley
  - Towers of Babel — Jonathan Lewis
  - Couples and Robbers – Clare Peploe

### Meilleur nouveau venu dans un rôle principal
- Joe Pesci – Raging Bull
  - Klaus Maria Brandauer – Mephisto
  - Timothy Hutton – Des gens comme les autres (Ordinary People)
  - Cathy Moriarty – Raging Bull

### Meilleure contribution au cinéma britannique
Michael Balcon Award.
- David Puttnam

### Fellowship Award
Prix d'honneur de la BAFTA, récompense la réussite dans les différentes formes du cinéma.
- Andrzej Wajda

## Récompenses et nominations multiples

### Nominations multiples
Films
 11  : Les Chariots de feu, La Maîtresse du lieutenant français
 7  : Les Aventuriers de l'arche perdue
 4  : Atlantic City, Raging Bull
 3  : Une fille pour Gregory
 2  : Nashville Lady, Des gens comme les autres, Arthur, Tess

### Récompenses multiples
Légende : Nombre de récompenses/Nombre de nominations
Films
 3 / 11  : Les Chariots de feu, La Maîtresse du lieutenant français
 2 / 4  : Atlantic City, Raging Bull

### Les grands perdants
1 / 7  : Les Aventuriers de l'arche perdue